# Ulica Stadionowa w Lublinie
Ulica Stadionowa w Lublinie – ulica w Lublinie, o przebiegu z północnego zachodu na południowy wschód. Rozpoczyna się na moście 700-lecia Lublina, jako kontynuacja ulicy Muzycznej. Dalej przebiega na wschód od stadionu Arena Lublin, przecina ulicę Lubelskiego Lipca 80 i kończy bieg na Rondzie Sportowców, gdzie krzyżuje się z ulicami Młyńską i Krochmalną. Jej przedłużeniem jest ulica Gazowa.
Ulica leży na terenie dzielnicy Za Cukrownią. Odcinek od mostu 700-lecia Lublina do ulicy Lubelskiego Lipca 80 jest częścią śródmiejskiej obwodnicy Lublina.
26 czerwca 2014 Rada Miasta Lublin uchwałą nr 1096/XLII/2014 nadała nazwę planowanej ulicy Stadionowej. 29 lipca rozpoczęła się budowa ulicy. Skrzyżowanie ulic Młyńskiej, Krochmalnej i Gazowej przekształcono w rondo, na którym bieg kończy ulica Stadionowa. W tym samym czasie powstawała ulica ulica Lubelskiego Lipca 80. Droga została otwarta w listopadzie 2014, z dwumiesięcznym opóźnieniem spowodowanym problemami z przejęciem terenów pod budowę. W maju 2017, po półtora roku prac budowlanych, otwarto most 700-lecia Lublina, łączący ulice Stadionową i Muzyczną